# Плотихино
Плотихино — деревня в Сергиево-Посадском районе Московской области России, входит в состав сельского поселения Селковское.

## Население
| 1859 | 1895 | 1905 | 1926 | 2002 | 2006 | 2010 |
| ---- | ---- | ---- | ---- | ---- | ---- | ---- |
| 171  | ↗176 | ↘175 | ↗207 | ↘26  | ↘25  | ↗27  |

## География
Деревня Плотихино расположена на севере Московской области, в северо-восточной части Сергиево-Посадского района, у границы с Владимирской областью, примерно в 90 км к северу от Московской кольцевой автодороги и 38 км к северу от станции Сергиев Посад Ярославского направления Московской железной дороги.
В 10 км к западу от деревни проходит автодорога Р104, в 16 км юго-восточнее — Ярославское шоссе М8, в 30 км южнее — Московское большое кольцо А108. Ближайшие населённые пункты — деревни Вороново, Македонка и Романка.
Связана автобусным сообщением с Сергиевым Посадом.

## История
В «Списке населённых мест» 1862 года — владельческое сельцо 2-го стана Переяславского уезда Владимирской губернии по левую сторону Ярославского шоссе, от границы Александровского уезда к Ростовскому, в 35 верстах от уездного города и 48 верстах от становой квартиры, при прудах, с 19 дворами и 171 жителем (86 мужчин, 85 женщин).
По данным на 1895 год — сельцо Хребтовской волости Переяславского уезда с 176 жителями (84 мужчины, 92 женщины). Основными промыслами населения являлись возка лесного материала из соседних лесных дач в Сергиевский посад и пилка дров, 9 человек уезжали в качестве фабричных рабочих на отхожий промысел в Москву и уезды.
По материалам Всесоюзной переписи населения 1926 года — центр Плотихинского сельсовета Хребтовской волости Сергиевского уезда Московской губернии в 16 км от Угличско-Сергиевского шоссе и 41 км от станции Сергиево Северной железной дороги; проживало 207 человек (105 мужчин, 102 женщины), насчитывалось 43 хозяйства (40 крестьянских).
С 1929 года — населённый пункт Московской области в составе:
- Сальковского сельсовета Константиновского района (1929—1939)[13],
- Хребтовского сельсовета Константиновского района (1939—1957)[14],
- Хребтовского сельсовета Загорского района (1957—1959)[15],
- Торгашинского сельсовета Загорского района (1959—1963, 1965—1991)[16][17],
- Торгашинского сельсовета Мытищинского укрупнённого сельского района (1963—1965)[17][18],
- Торгашинского сельсовета Сергиево-Посадского района (1991—1994)[18],
- Торгашинского сельского округа Сергиево-Посадского района (1994—2006)[19],
- сельского поселения Селковское Сергиево-Посадского района (2006 — н. в.)[20][21].